# Nemophas forbesi
Nemophas forbesi là một loài bọ cánh cứng trong họ Cerambycidae.